# Filipp Jurjewitsch Metljuk
Filipp Jurjewitsch Metljuk (russisch Филипп Юрьевич Метлюк; * 13. Dezember 1981 in Toljatti, Russische SFSR) ist ein russischer Eishockeyspieler, der zuletzt beim HK Njoman Hrodna in der belarussischen Extraliga unter Vertrag steht.

## Karriere
Filipp Metljuk begann seine Karriere als Eishockeyspieler in seiner Heimatstadt in der Nachwuchsabteilung des HK Lada Toljatti, für dessen zweite Mannschaft er von 1998 bis 2000 in der drittklassigen Perwaja Liga aktiv war. Anschließend spielte er zwei Jahre lang für den ZSK WWS Samara in der Wysschaja Liga, der zweiten russischen Spielklasse. Von 2002 bis 2008 stand der Verteidiger in der Superliga für seinen Ex-Klub HK Lada Toljatti, mit dem er 2005 Vizemeister wurde, und Chimik Moskowskaja Oblast auf dem Eis. Anschließend wechselte er zum HK Awangard Omsk in die neu gegründete Kontinentale Hockey-Liga. Dort verbrachte er eineinhalb Jahre, ehe er im Januar 2010 an dessen Ligarivalen HK ZSKA Moskau abgegeben wurde.
Für die Saison 2010/11 wurde Metljuk vom KHL-Aufsteiger HK Jugra Chanty-Mansijsk verpflichtet, ehe er im Sommer 2011 zusammen mit Denis Tjurin zu Metallurg Nowokusnezk wechselte. Nachdem Nowokusnezk im Januar 2013 keine Chance mehr auf das Erreichen der Play-offs hatte, wurde Metljuk an den HK Metallurg Magnitogorsk abgegeben. 2014 gewann Metljuk mit Metallurg die Meisterschaftstrophäe der KHL, den Gagarin-Pokal.

### International
Für Russland nahm Metljuk 2005 an der Euro Hockey Tour teil, die er mit seiner Mannschaft gewann. Dabei kam er zu drei Länderspieleinsätzen, bei denen er punktlos blieb und zwei Strafminuten erhielt.

## Erfolge und Auszeichnungen
- 2005 Russischer Vizemeister mit dem HK Lada Toljatti
- 2014 Gagarin-Pokal-Sieger und Russischer Meister mit dem HK Metallurg Magnitogorsk
- 2017 Belarussischer Meister mit dem HK Njoman Hrodna

## Statistik
(Stand: Ende der Saison 2010/11)